# Bertrand Vecten
Bertrand Vecten, född den 26 februari 1972 i Compiègne i Frankrike, är en fransk roddare.
Han tog OS-silver i fyra utan styrman i samband med de olympiska roddtävlingarna 1996 i Atlanta.